# هان‌جیایوان
هان‌جیایوان (به چینی: 韩家园镇) یک شهرک در شمال‌شرق جمهوری خلق چین است که در تابعیت شهرستان هوما، ولایت کوه‌های خینگان بزرگ (داشینگ‌آن‌لینگ)، استان هئی‌لونگ‌جیانگ واقع شده‌است. هان‌جیایوان ۲۸۹ متر بالاتر از سطح دریا واقع شده‌است.